# 電荷密度
本条目中，向量與标量分別用粗體與斜體顯示。例如，位置向量通常用 {\displaystyle \mathbf {r} \,\!} 表示；而其大小則用 {\displaystyle r\,\!} 來表示。
在電磁學裏，電荷密度是一種度量，用以描述空間中連續電荷的分布狀況。依据討論電磁模型的維度而定，電荷密度可以是線電荷密度、面電荷密度或體電荷密度。
假設電荷分佈於一條曲線或一根直棒子，則其線電荷密度是每單位長度的電荷密度，單位為庫侖／公尺 (coulomb/meter) 。假設電荷分佈於一個平面或一個物體的表面，則其面電荷密度是每單位面積的電荷密度，單位為庫侖／公尺2。假設電荷分佈於一個三維空間的某區域或物體內部，則其體電荷密度是每單位體積的電荷密度，單位為庫侖／公尺3。
由於在大自然裏，有兩種電荷，正電荷和負電荷，所以，電荷密度可能會是負值。電荷密度也可能會跟位置有關。特別注意，不要將電荷密度與電荷載子密度 (charge carrier density) 搞混了。
電荷密度與電荷載子的體積有關。例如，由於鋰陽離子的半徑比較小，它的體電荷密度大於鈉陽離子的體電荷密度。

## 古典電荷密度
假設，一個體積為 {\displaystyle V} 的載電體，其電荷密度 {\displaystyle \rho _{0}} 是均勻的，跟位置無關，那麼，總電荷量 {\displaystyle Q} 為
{\displaystyle Q=\rho _{0}V}。
假設，在某一區域內有 {\displaystyle N} 個離散的點電荷，像電子。那麼，電荷密度可以用狄拉克δ函數來表達為
{\displaystyle \rho (\mathbf {r} )=\sum _{i=1}^{N}\ q_{i}\delta (\mathbf {r} -\mathbf {r} _{i})} ；
其中， {\displaystyle \mathbf {r} } 是檢驗位置，{\displaystyle q_{i}} 是位置為 {\displaystyle \mathbf {r} _{i}} 的第 {\displaystyle i} 個點電荷的電量。

## 量子電荷密度

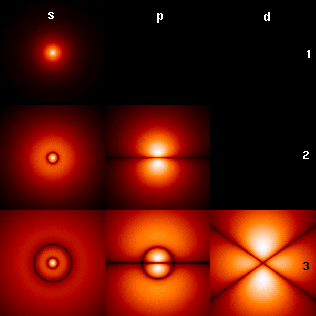
氫原子的電子機率密度繪圖。橫排顯示不同的角量子數 (l) ,豎排顯示不同的能級 (n) 。這也是氫原子的負電荷密度圖。氫原子的質子的中心有一個正電性的質子。

在量子力學裏，類氫原子的中心有一個正電性的原子核，環繞著原子核四週的一個電子的軌域，其電荷密度可以用波函數 {\displaystyle \psi (\mathbf {r} )} 表達為
{\displaystyle \rho (\mathbf {r} )=q\cdot |\psi (\mathbf {r} )|^{2}} ；
其中，{\displaystyle q} 是電子的電荷量。
注意到 {\displaystyle |\psi (\mathbf {r} )|^{2}} 是找到電子的機率。經過歸一化，在全部空間找到電子的機率是
{\displaystyle \int _{all\ space}|\psi (\mathbf {r} )|^{2}\mathrm {d} ^{3}{r}=1} ；
例如，氫原子的波函數 {\displaystyle \psi _{nlm}(\mathbf {r} )} 是
{\displaystyle \psi _{nlm}(\mathbf {r} )=R_{nl}(r)Y_{l}^{m}(\theta ,\,\phi )} ；
其中，{\displaystyle R_{nl}} 是徑向函數，{\displaystyle Y_{l}^{m}(\theta ,\,\phi )} 是球諧函數，{\displaystyle n} 是主量子數，{\displaystyle l} 是角量子數，{\displaystyle m} 是磁量子數。

## 相對論性電荷密度
從相對論的角度來論述，導線的長度與觀察者的移動速度有關，所以電荷密度是一種相對論性觀念。安東尼·法蘭碁（Anthony French）在他的著作中表明，移動中的電荷密度會產生磁場力，會吸引或排斥其它載流導線。。使用閔可夫斯基圖，法蘭碁闡明，一條中性的載流導線，對於處於移動參考系的觀察者而言，為什麼會貌似載有淨電荷密度。通過時空坐標，研究電磁現象的領域稱為相對論性電磁學（relativistic electromagnetism）。

## 電荷守恆的連續方程式
電荷密度與電流密度之間的關係式為：
{\displaystyle {\frac {\partial \rho (\mathbf {r} ,\,t)}{\partial t}}+{\boldsymbol {\nabla }}\cdot \mathbf {J} (\mathbf {r} ,\,t)=0} ；
其中，{\displaystyle \mathbf {r} } 是位置，{\displaystyle t} 是時間，{\displaystyle \mathbf {J} } 是電流密度。
在電磁理論裏，從馬克士威方程組，可以推導出電荷守恆的連續方程式。根據加入位移電流項目後的安培定律，
{\displaystyle \nabla \times \mathbf {B} =\mu _{0}\mathbf {J} +\mu _{0}\epsilon _{0}{\frac {\partial \mathbf {E} }{\partial t}}} ；
其中，{\displaystyle \mathbf {B} } 是磁場，{\displaystyle \mathbf {E} } 是電場，{\displaystyle \mu _{0}} 是磁常數，{\displaystyle \epsilon _{0}} 是電常數。
取散度於方程式的兩邊：
{\displaystyle \nabla \cdot (\nabla \times \mathbf {B} )=\mu _{0}\nabla \cdot \mathbf {J} +\mu _{0}\epsilon _{0}{\frac {\partial }{\partial t}}(\nabla \cdot \mathbf {E} )} 。
由於旋度的散度等於零，再根據高斯定律，可以得到想要的關係式
{\displaystyle 0=\nabla \cdot \mathbf {J} +\epsilon _{0}{\frac {\partial }{\partial t}}(\nabla \cdot \mathbf {E} )=\nabla \cdot \mathbf {J} +{\frac {\partial \rho }{\partial t}}} 。
換另外一種比較直覺的推導方法。流入某體積 {\displaystyle \mathbb {V} } 的淨電流為
{\displaystyle I=-\oint _{\mathbb {S} }\mathbf {J} \cdot \mathrm {d} ^{2}\mathbf {r} } ；
其中，{\displaystyle I} 是電流，{\displaystyle \mathbb {S} } 是包圍體積 {\displaystyle \mathbb {V} } 的閉曲面，{\displaystyle \mathrm {d} \mathbf {r} ^{2}} 是微小面向量元素，垂直於 {\displaystyle \mathbb {S} } 從體積內朝外指出。
應用散度定理，將這方程式寫為
{\displaystyle I=-\int _{\mathbb {V} }\nabla \cdot \mathbf {J} \ \mathrm {d} ^{3}r} 。
總電荷量 {\displaystyle Q} 與體積 {\displaystyle \mathbb {V} } 內的電荷密度 {\displaystyle \rho } 的關係為
{\displaystyle Q=\int _{\mathbb {V} }\rho \ \mathrm {d} ^{3}r} 。
電荷守恆要求，流入體積 {\displaystyle \mathbb {V} } 的淨電流，等於體積 {\displaystyle \mathbb {V} } 內總電荷量 {\displaystyle Q} 的變率：
{\displaystyle {\frac {\mathrm {d} Q}{\mathrm {d} t}}=I=\int _{\mathbb {V} }{\frac {\partial \rho }{\partial t}}\ \mathrm {d} ^{3}r} 。
所以，
{\displaystyle \int _{\mathbb {V} }{\frac {\partial \rho }{\partial t}}+\mathbf {\nabla } \cdot \mathbf {J} \ \mathrm {d} ^{3}r=0} 。
對於任意體積 {\displaystyle \mathbb {V} } ，上述方程式都成立。所以，可以將被積式提取出來：
{\displaystyle {\frac {\partial \rho }{\partial t}}+\nabla \cdot \mathbf {J} =0} 。

## 電勢和電場
在一個體積區域 {\displaystyle \mathbb {V} '} 內，源位置 {\displaystyle \mathbf {r} '} 的電荷密度為 {\displaystyle \rho (\mathbf {r} ')} 的電荷分佈，所產生在場位置 {\displaystyle \mathbf {r} \!} 的電勢為
{\displaystyle \phi (\mathbf {r} )={\frac {1}{4\pi \epsilon _{0}}}\int _{\mathbb {V} '}{\frac {\rho (\mathbf {r} ')}{|\mathbf {r} -\mathbf {r} '|}}\mathrm {d} ^{3}{r}'} ；
其中，{\displaystyle \mathrm {d} ^{3}{r}'} 是微小體積元素。
電場 {\displaystyle \mathbf {E} } 是電勢的負梯度：
{\displaystyle \mathbf {E} (\mathbf {r} )=-{\boldsymbol {\nabla }}\phi (\mathbf {r} )={\frac {1}{4\pi \epsilon _{0}}}\int _{\mathbb {V} '}\rho (\mathbf {r} '){\frac {\mathbf {r} -\mathbf {r} '}{|\mathbf {r} -\mathbf {r} '|^{3}}}\mathrm {d} ^{3}{r}'} 。
應用向量關係式
{\displaystyle {\boldsymbol {\nabla }}\cdot {\frac {\mathbf {r} -\mathbf {r} '}{|\mathbf {r} -\mathbf {r} '|^{3}}}=4\pi \delta (\mathbf {r} -\mathbf {r} ')} ，
取散度於電場，
{\displaystyle {\boldsymbol {\nabla }}\cdot \mathbf {E} (\mathbf {r} )=-\nabla ^{2}\phi (\mathbf {r} )={\frac {1}{4\pi \epsilon _{0}}}\int _{\mathbb {V} '}\rho (\mathbf {r} ')4\pi \delta (\mathbf {r} -\mathbf {r} ')\mathrm {d} ^{3}{r}'} ，
可以得到高斯定律的微分形式
{\displaystyle {\boldsymbol {\nabla }}\cdot \mathbf {E} (\mathbf {r} )={\frac {\rho (\mathbf {r} )}{\epsilon _{0}}}} ，
和帕松方程式
{\displaystyle \nabla ^{2}\phi (\mathbf {r} )=-{\frac {\rho (\mathbf {r} )}{\epsilon _{0}}}} 。

## 參閱
- 拉普拉斯方程式
- 恩绍定理
- 格林互反定理 (Green's reciprocity theorem)